# Nanasipauʻu Tukuʻaho
Rainha Nanasipau'u (nascida Hon Nanasipau'u Vaea; Nuku'alofa, Tonga; 08 de março de 1954) é a rainha consorte de Tupou VI (e seu primo de segundo grau), que ascendeu ao trono como o Rei de Tonga em 2012.

## Vida
Hon. Nanasipau'u Vaea é a filha do Barão Vaea, um ex-primeiro-ministro de Tonga 1991-2000, e da baronesa Tuputupu Vaea. Ela tem seis irmãos:
- Lady Viúva Luseane Luani, nascida Hon. Luseane Vaea (viúva de Sione Laumanu'uli The Late Noble Luani).
- 'Alipate Tu'ivanuavou, Lorde Vaea que se casou com a irmã do falecido Lord Fakafānua, Hon. Takimoana Fakafānua Vaea, Lady Vaea também é a tia da princesa herdeira da coroa de Tonga, Princesa Sinaitakala Tuku'aho.
- Lady'Amelia Luoluafetu'u, nascida Hon. 'Amelia Luoluafetu'u Vaea (ex-mulher do nobre Lasike).
- Princesa Cassandra Tu'ipelehake, (anteriormente Hon. Cassandra Vaea Tuku'aho) esposa do príncipe Tuipelehake (anteriormente Hon. Viliami Sione Ngu Takeivulai Tuku'aho) ela é a nora de Tu'ipelehake (Mailefihi) que morreu.
- Hon. Moi Moi Kimofuta Kaifahina Vaea.
- Hon. Ratu Edward Palalaika 'a Tungi Vaea.

## Casamento e filhos
Ela se casou com Tupou VI na capela real em Nuku'alofa em 11 de Dezembro de 1982, e o casal tem três filhos:
- Princesa Lātūfuipeka Tuku'aho[2] (n. 1983). Ela seguiu os passos de seu pai sendo a atual Alta Comissária para a Austrália.
- Príncipe Herdeiro Tupoutoʻa ʻUlukalala[2] (n. 1985). Casou-se em 12 de julho de 2012, com a Hon. Sinaitakala Fakafanua, filha do falecido Alto Chefe Kinikinilau Fakafanua e da princesa Ofeina, Lady Fakafanua, primos em primeiro grau. Eles tiveram um filho e uma filha:

Príncipe Taufa'ahau Manumataongo (n. 2013).
Princesa Halaevalu Mata'aho (n. 2014).
- Príncipe Ata[2] (n. 1988).

## Patrona
- Patrona do Centro das Mulheres e Crianças.
- Patrona da Associação Jovem Cristã Feminina de Tonga.
- Patrona do Centro de consciência de álcool e drogas.
- Patrona da Comissão de Mulheres do Distrito Hihifo.
- Presidente da Associação Rainha Salote Old College Girls '.
- Presidente da Comissão de Preservação e Revitalização do lakalaka desde 2004.
- Presidente da Associação Pan-Pacífico e Sudeste Asiático feminina desde 2001.
- Membro Honorária da Associação de História de Tonga.
- Membro Honorária da Associação de Pesquisa de Tonga.
- Membro do Comitê Executivo de Tonga.

## Trabalhos publicados notáveis
- Kaeppler, A.L.; Taumoefolau, M.; Tukuʻaho, N., & Wood-Ellem, E. (2004): Songs and poems of Queen Salote. ISBN 978-982-213-008-9

## Títulos e honras

### Títulos
- 08 de março de 1954 - 11 de dezembro de 1982: A Honorável Nanasipau'u Vaea.
- 11 de dezembro de 1982 - 10 de setembro de 2006: Sua Alteza Real Princesa Nanasipau'u Tuku'aho de Tonga.
- 10 de setembro de 2006 - 18 de março de 2012:. Sua Alteza Real Princesa Nanasipau'u Tuku'aho, Princesa Herdeira de Tonga.
- 18 de março de 2012 - presente: Sua Majestade a Rainha Nanasipau'u de Tonga.

### Honras

#### Ordens
- : Ordem da Família Real do Rei Tupou V. (01.08.2011)

- : Dama da Grande Cruz da Ordem da Rainha Salote Tupou III. (30.6.2015)

#### Medalhas
- : Medalha de Prata do Jubileu de Coroação do Rei Taufa'ahau Tupou IV. (04.07.1992)
- : Medalha de Coroação do Rei Tupou V. (31.07.2008)
- : Medalha de Coroação do Rei Tupou VI. (04.07.2015)